# Астерикс и Обеликс в Британии
«Астери́кс и Обели́кс в Брита́нии» (фр. Astérix et Obélix: Au Service de Sa Majesté) — фильм Лорана Тирара, четвёртая экранизация комиксов о приключениях Астерикса в формате 3D. Игровой ремейк мультфильма «Астерикс в Британии» (а также мультфильма «Астерикс и викинги») и продолжение фильма «Астерикс на Олимпийских играх». Мировая премьера состоялась 6 октября 2012 года на Фестивале британского кино в Динаре.

## Сюжет
Гай Юлий Цезарь остановился в Британии, где одна маленькая деревня всё ещё не сдаётся римским легионерам. Но ситуация становится критической, и жизни жителей деревни в опасности. Один житель деревни — Красовакс, не теряя надежды, отправляется по просьбе королевы в Галлию с просьбой о помощи, и вновь неутомимая парочка — Астерикс и Обеликс, вооружившись волшебным зельем, отправляются вызволять друзей-британцев из-под гнёта Юлия Цезаря.
Однако по пути друзьям-галлам придётся столкнуться с массой невероятных приключений и неожиданных поворотов событий, ведь бочка с волшебным зельем оказывается во власти вора, а римляне, прознав о скором прибытии галлов, хотят вычислить ту самую бочку. Но, в конце концов, даже с утерянным зельем, давая британцам под видом эликсира заваренные листья растения чая, героям всё же удаётся избавить Британию от гнёта захватчиков.

## В ролях
- Эдуард Бер — Астерикс
- Жерар Депардьё — Обеликс
- Гийом Гальен — Красовакс
- Фабрис Лукини — Гай Юлий Цезарь
- Венсан Лакост — Идунарикс
- Валери Лемерсье — Мисс Макинтош
- Катрин Денёв — Королева Англии
- Жан Рошфор — Люциус Фунис
- Шарлотта Ле Бон — Офелия
- Жерар Жюньо — Капитан пиратов
- Мишель Дюшоссуа — Абрарокурсикс
- Ив Жак — Психоаналитик Цезаря
- Кристоф Вандевельде — Центурион Тонерр
- Флориан Запра — Центурион
- Дирк Хайнрихс — Стенограф

## Прокат
Фильм вышел в прокат в Дании 13 октября 2012 года, в России, Хорватии и на Украине — 25 октября 2012 года, в Финляндии, и Швеции — 9 ноября 2012 года.